# پراگا ایی-۴۵
پراگا ایی-۴۵ (به انگلیسی: Praga_E-45) یک هواگرد ملخ‌پیشین تک‌موتوره از نوع جنگنده دوباله ساخت شرکت ČKD-Praga است. هواگرد پراگا ایی-۴۵ نخستین پروازش را در ۸ اکتبر ۱۹۳۴ میلادی انجام داد. در مجموع، تعداد ۱ فروند از این هواگرد ساخته شده‌است.
طراح این هواگرد، Jaroslav Šlechta بود.